# Joachim Jung
Joachim Jung  ou Jungius (Lübeck, 22 de outubro de 1587 — Hamburgo, 7 de setembro de 1657) foi um filósofo, matemático e naturalista alemão.

## Biografia
Estudou metafísica em  Lubeck, de 1606 a 1608, posteriormente, em 1609, estudou na Universidade de Rostock, onde obteve o título de professor de matemática. Em 1616  começou a estudar medicina em  Rostock, obtendo em Pádua (Itália), em 1619, seu título de doutor.
De 1624 a 1625, depois novamente de  1626 a 1628, ensinou matemática em Rostock e medicina na Universidade de Helmstedt. Em 1629 instalou-se em Hamburgo, onde passou a ensinar ciências naturais.
Em 1623 Jung fundou a primeira sociedade de história natural ao norte dos Alpes. Interessou-se pelo atomismo, pela química e pela lógica.
Contemporâneo de Johannes Kepler (1571-1630) e  de René Descartes (1596-1650), Jung tornou-se uma das principais figuras da ciência no século XVII.

## Obras
Suas obras Doxoscopia (1662) e Isagoge phytoscopica (1679) só foram publicadas após a sua morte, graças aos seus alunos. Suas teorias botânicas, muito avançadas para o seu tempo, não tiveram nenhuma influência sobre os botânicos na época. Foi John Ray (1627-1705) que as tornaram conhecidas quando as utilizou em seus trabalhos de classificação botânica e foi graças a ele que Carl von Linné (1707-1778)  passou a utilizá-las também.